# Polikarpov I-16

Polikarpov I-16

O Polikarpov I-16 foi um caça soviético. De design revolucionário, foi o primeiro caça de asa baixa monoplano do mundo, e o primeiro caça com trem de pouso retrátil a entrar em operação e produção massiva. Como tal, o I-16 foi introduzido em meados de 1930 e formou a espinha dorsal da Força Aérea Soviética, no início da II Guerra Mundial.
Apelidado de "Ishak" ("Macaco") por pilotos soviéticos, combateu inicialmente na Segunda Guerra Sino-Japonesa, na Batalha de Khalkhin Gol e na Guerra Civil Espanhola, onde foi chamado a Rata pelos nacionalistas e Mosca por parte dos republicanos. O apelido finlandês para o I-16 foi "Siipiorava" (Esquilo-voador).

## Projeto e Desenvolvimento
Enquanto trabalhava no Polikarpov I-15 biplano, Nikolai Nikolaevich Polikarpov começou a desenhar um caça monoplano avançado. Ele apresentava inovações de ponta, como o trem de pouso retrátil e um cockpit totalmente fechado, e foi otimizado para velocidade, com uma fuselagem pequena e um motor radial Wright Cyclone numa carenagem NACA. O avião era pequeno, leve e simples de construir.
A protótipo foi aceito para produção em 22 de Novembro de 1933, um mês antes do seu primeiro voo. O nome do protótipo era TsKB-12. Outra característica moderna foram os ailerons que ocupava quase toda a borda de fuga da asa e também funcionava como abas por inclinação de 15°. Um tanque de combustível 225 L foi montado em frente do cockpit. O trem de pouso era totalmente retrátil e acionado manualmente por uma manivela. O armamento consistia em um par de metralhadoras ShKAS de 7,62 mm nas asas, montada no lado externo da engrenagem principal e 900 cartuchos de munição para cada arma.
O TsKB-12 foi projetado em torno do Wright Cyclone SR-1820-F-3, de 710 cv, um motor radial de nove cilindros. Uma licença para construir este motor, sob a supervisão do departamento Shvetsov na União Soviética estavam em fase de negociação. Como ainda não havia se fechado o negócio, Polikarpov usou o menos poderoso M-22 (versão soviética do Gnome-Rhone Jupiter 9ASB, o qual por sua vez era uma versão licenciada do Bristol Júpiter VI) com 480 cv. Este foi considerado aceitável porque a velocidade máxima projetada ainda ultrapassou 300 km/h.
O protótipo propelido pelo M-22 voou em 30 de dezembro 1933, com o famoso piloto de testes soviético Valery Chkalov nos controles. O segundo TsKB-12 com um motor Cyclone e uma hélice de três pás voou em janeiro do ano seguinte. Ensaios iniciais do governo em fevereiro 1934 revelou uma capacidade de manobra muito boa, todavia a aeronave não tolerava manobras abruptas. Assim, o TsKB-12 foi considerado perigoso para voar e todas as acrobacias foram proibidas. A versão M-22 foi preferido devido a vibração do motor Cyclone. Os primeiros pilotos comentaram sobre a dificuldade de subir para a cabine, uma característica que persistiu ao longo da vida de serviço do I-16. Antes de continuar voos de teste os designers tiveram de responder à pergunta sobre o comportamento de rotação. Testes em Túnel de vento sugeriram que com sua cauda curta, ele entraria em uma rotação plana imparável, mas os ensaios reais eram necessárias para confirmar isso. Como ainda havia poucos modelos propelidos com o Motor Cyclone, se usou um protótipo M-22 para este teste.
Em 1 e 2 de março de 1934, Chkalov provocou 75 estóis na aeronave e descobriu que ela tinha um comportamento bom e era fácil recuperar os controles. As histórias de comportamento rotação vicioso da I-16 perpetuado na literatura moderna é infundada (talvez extrapolados a partir da experiência Gee Bee). Na verdade, stablemate do I-16, o biplano Polikarpov I-153, exibiu características de rotação muito piores.
Ensaios de serviço do novo caça, designados I-16, começou em 22 de março de 1934. O M-22 protótipo atingiu 359 km/h. O trem de aterragem recolhido manualmente estava propenso a interferência e exigiu uma força considerável do piloto. A maioria dos voos de ensaio foram realizados com o equipamento estendido. Aproximadamente trinta I-16 Tipo 1 aeronaves foram entregues, mas não foram atribuídos a qualquer esquadrão de caça. A maioria dos pilotos que voaram do tipo I-16 1 para fins de avaliação não encontrou na aeronave muitas características redentoras. Independentemente da opinião piloto, muita atenção estava voltada para a aeronave Cyclone alimentado e o M-25 (a licença de construção do Cyclone. Em 14 de abril de 1934, o protótipo Cyclone foi danificado quando uma das pernas do trem de pouso entrou em colapso enquanto estava taxiando.
O terceiro protótipo com um motor Cyclone incorporou uma série de melhorias aerodinâmicas e foi entregue para testes do governo em 7 de setembro de 1934. A velocidade máxima de 437 km/h já não satisfazia a Força Aérea, que agora queria que o experimental Nazarov M-58 motor e 470 km/h.
Posteriormente, a versão com M-22 entrou em produção na fábrica N° 21 em Nizhny Novgorod e Fábrica N° 39 em Moscou. Porque era a quarta aeronave produzida por essas fábricas, que recebeu a designação de I-16 Tipo 4. Aeronaves equipadas com estes novos motores exigia uma fuselagem ligeiramente alterada, incluindo a blindagem para o piloto e alterações nas portas do trem de pouso para permitir o fechamento completo.
O O I-16 M-25, o I-16 Tipo 5, contou com uma nova carenagem do motor que foi um pouco menor em diâmetro e contou com nove aberturas na frente do motor, que podiam ser fechadas para controlar o fluxo de ar de arrefecimento, um escape redesenhado com oito tocos de saída individuais e outras modificações. O M-25 foi avaliado em 474 kW ao nível do mar, e 522 kW (700 hp) a 2.300 m (7.546 pés). Devido à má qualidade do vidro da copa, os I-16 Tipo 5 pilotos tipicamente deixou a copa aberta ou removida a parte traseira completamente. Até o momento o Tipo 5 chegou, era lutador de produção mais leve do mundo (1.460 kg), bem como o mais rápido, capaz de atingir velocidades de 454 km/h em altitude e 395 km/h ao nível do mar. Enquanto o tipo 5 não poderia realizar as manobras de alto g de outros lutadores, possuía velocidade superior e de relação de subida também superior, e tinha o controle do aileron extremamente sensível que lhe deu uma taxa de rolo muito bom que levou a manobras de precisão em loops.
Um total de 7.005 de assentos individuais e 1.639 treinadores de dois lugares em diversas variantes foram produzidas.

## História Operacional
Experiência de serviço inicial revelou que as metralhadoras ShKAS tinha uma tendência a travar. Este foi o resultado de as armas serem instalados nas asas de cabeça para baixo para facilitar o ajuste. O problema foi abordado em modificações posteriores.
As avaliações de pilotos confirmaram a experiência com protótipos. Controles eram leves e muito sensíveis, manobras bruscas resultou em spins e o comportamento em rodada foi excelente. Uma rolagem de aileron pode ser realizada em menos de 1,5 segundo (taxa de rolagem de mais de 240 graus/segundo). As metralhadoras eram acionadas através de um cabo e o esforço necessário, juntamente com controles sensíveis, fez o alvo visado difícil. O viés de peso traseira fez o I-16 fácil de manusear em aeródromos despreparados porque a aeronave era bastante improvável para virar o nariz, mesmo que as rodas dianteiras afundassem no chão. O I-16 era um lutador difícil de voar.

## Guerra Civil Espanhola

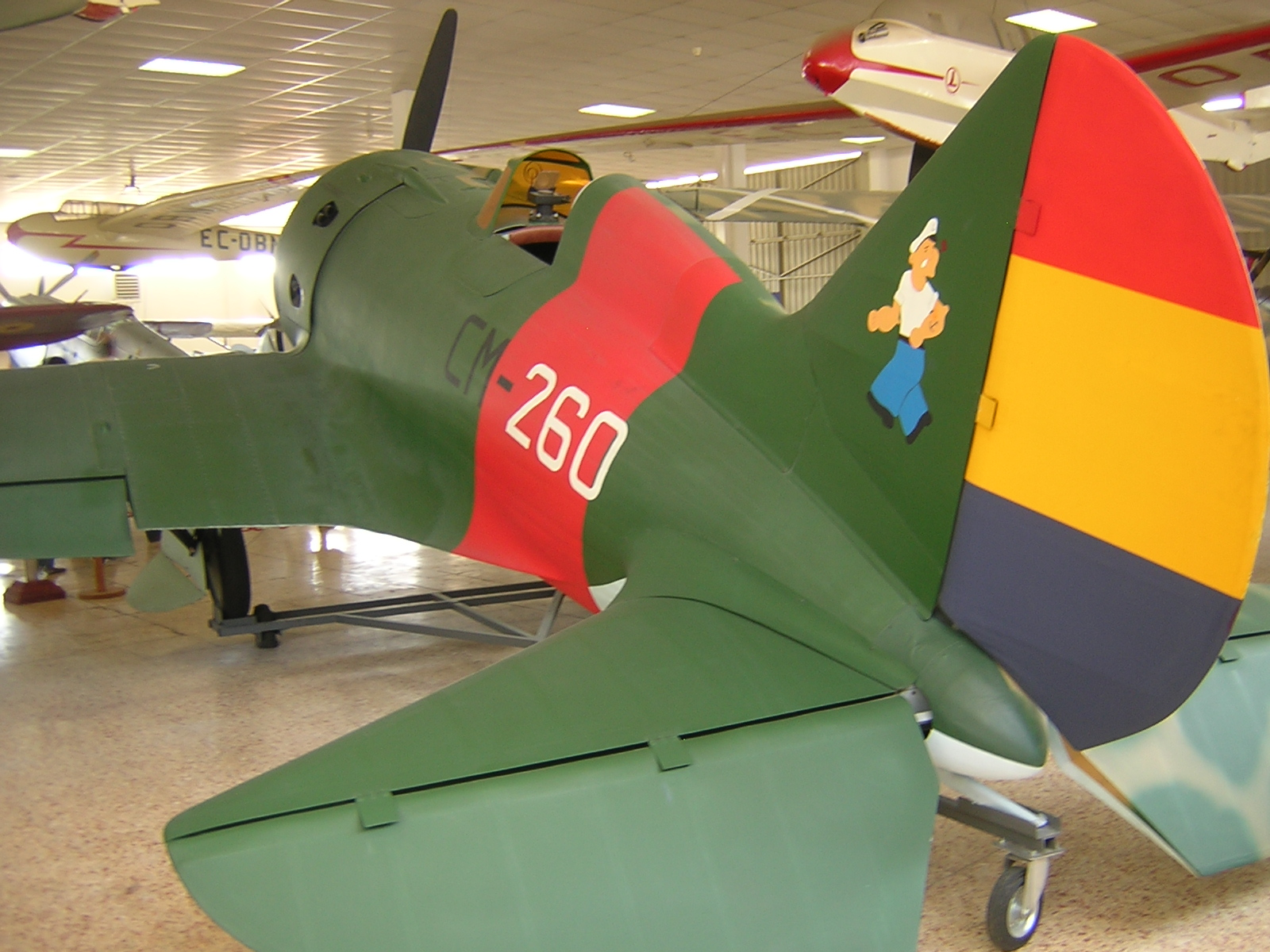
I-16 nas cores da República Espanhola com o "mascote Popeye"

No início da Guerra Civil Espanhola, em 1936, as forças republicanas implorou por aviões de caça. Depois de receber o pagamento em ouro, Joseph Stalin despachou 475 I-16 Tipo e Tipo 5s 6s. Os primeiros I-16 apareceu nos céus espanhóis em novembro de 1936. Os monoplanos Polikarpov teve seu batismo de fogo em 13 de novembro de 1936, quando doze I-16 interceptou um bombardeio Nacionalista em Madrid. Os pilotos soviéticos alegaram quatro vitórias do ar e dois pilotos alemães de Heinkel He-51 foram mortos.
Mas os soviéticos sofreram perdas também. O comandante grupo colidiu com um avião inimigo e outro acidente durante o pouso. Os Polikarpovs imediatamente começaram a dominar o inimigo que usavam os Heinkel He-51 e Arado Ar 68 biplanos e permaneceu incontestada até o introdução do Messerschmitt Bf 109. A chegada do mais novo Bf 109Bs e a superioridade numérica esmagadora de combatentes nacionalistas foram a principal causa das pesadas perdas de combate sofridas em 1937. Uma série de publicações de aviação chamado o novo caça soviético "Boeing", devido à suposição incorreta de que ele foi baseado no Boeing P-26 Peashooter. Os nacionalistas apelidaram o caça Rata (Rato), enquanto os republicanos carinhosamente chamou de Mosca.
Experiência de combate mostrou que a I-16 tinha deficiências, vários aviões foram perdidos após falha estrutural das asas que foi rapidamente sanado por estruturas reforçadas. Tiros poderiam às vezes penetrar nos tanques de combustível, mesmo blindado, e ocasionalmente pegar fogo, apesar de ser protegido. Os verões espanhóis, necessitou a adição de radiadores de óleo, e a poeira diminuía a vida útil dos motores. Apesar de algumas aeronaves acumularam até 400 horas de tempo de voo, a vida média de um I-16 foi de 87 dias, dos quais um sexto foi gasto em manutenção. A maior queixa em serviço foi o armamento leve das duas únicas metralhadoras de 7,62 milímetros. Isso foi analisado com urgência com o tipo 6 e adicionado um terceiro ShKAS na parte inferior da fuselagem. As quatro armas do Tipo 10 foi apelidado de "Super Mosca" ou simplesmente "Super". O número total de I-16 entregues à Espanha entre 1936-1938 ascendeu a 276.
Quando a guerra terminou em 1 de Abril de 1939, 187 Ratas tinha sido perdido na Espanha: 112 perdido em combate, um abatido por fogo antiaéreo, onze destruído no chão, e 62 perdidos em acidentes.

## No Extremo Oriente e na Batalha de Kalkhin Gol

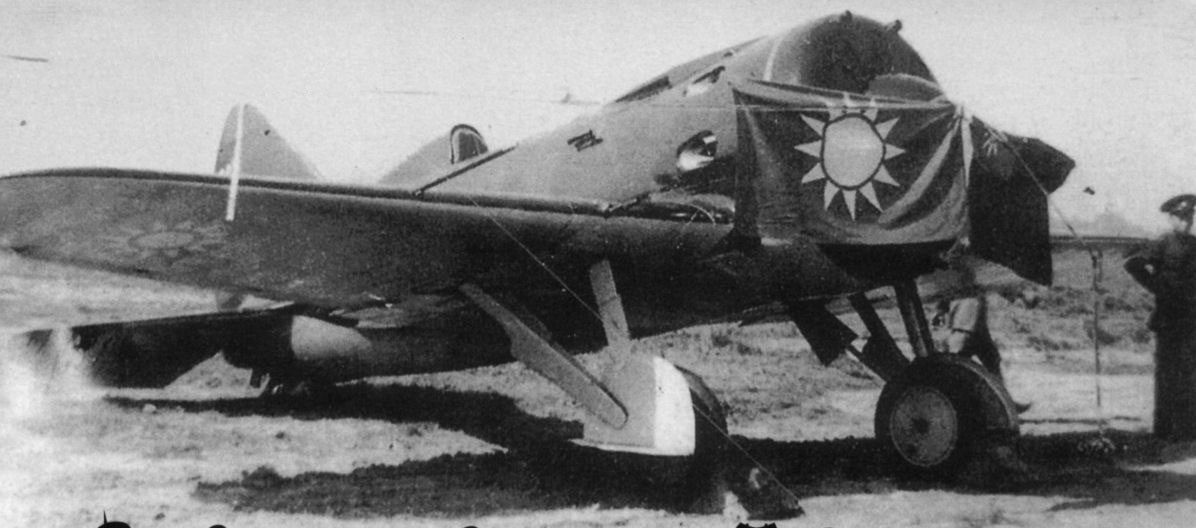
Um I-16 Da Força Aérea Chinesa

Outros 250 I-16 Tipo 10 foram fornecidos para a República da China. Neste modelo foi adicionado um segundo conjunto de metralhadoras ShKAS, armadura atrás do piloto, e tinha um motor atualizado M-25 de 560 kW . Em 1939, dos 500 I-16 implantados para o combate à Nomonhan, cerca de 112 foram perdidos durante as batalhas de Khalkhin Gol, dos quais 88 foram destruídos em combate aéreo, principalmente contra os todos os caças japoneses Nakajima Ki-27.</ref>
Durante ensaios de teste na Rússia de um Ki-27 capturado, a aeronave mostrou-se superior ao I-152 (I-15bis), I-153, e I-16 no combate aéreo, bem como ter um decolar mais rápido e velocidade de pouso inferior, requerendo pistas mais curtas do que o I-16, que precisava de 270 metros para parar e 380 metros para decolar.
Outras tentativas foram feitas para atualizar o poder de fogo da aeronave usando 20 mm (0,79 in) canhões ShVAK, tornando a I-16 um dos lutadores mais bem armados do período, capaz de disparar 14 kg de munição em três segundos. Pilotos amava os resultados, mas os canhões estavam em falta e só um pequeno número de Tipo I-16 12, 17, 27 e 28 foram construídos. Os canhões afetaram negativamente o desempenho. O Tipo 24 substituiu a derrapagem por uma tailwheel contou com o muito mais poderoso 670 kW Shvetsov M-63 do motor. O Tipo 29 substituiu duas das armas ShKAS por uma única metralhadora UBS de 12,7 mm. Tipos 6, 18, 24, 27, 28 e 29 pode ser equipado para transportar foguetes RS-82 não guiados.
Um estudo do governo em 1939 mostrou que o I-16 tinha esgotado seu potencial de desempenho. A adição de armadura, rádio, bateria e abas durante a evolução da aeronave agravou o problema da distribuição do peso. A extensão e o recolhimento dos flaps de aterrissagem causou uma mudança dramática na atitude da aeronave. Tiros precisos eram difíceis.

## União Soviética

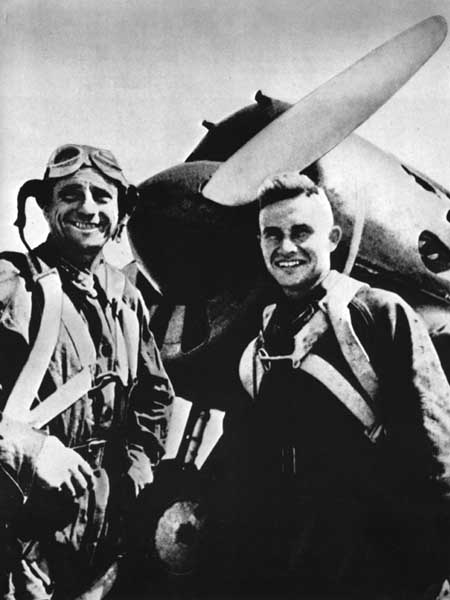
Pilotos Soviéticos Em Kalkhin Gol em Agosto de 1939

Os pilotos apelidaram a aeronave Ishak (em russo: Ишак, Macaco) porque era semelhante à pronúncia russa de "I-16". Quando a Operação Barbarossa começou em 22 de junho de 1941, 1.635 de 4226 aeronaves de caça eram I-16 de todas as variantes, em campo por 57 regimentos de combate em áreas de fronteira.
O principal ataque entregue pela Luftwaffe Luftflotte 2 (em apoio ao Grupo de Exército do Centro) foi dirigido contra o Distrito Ocidental da União Soviética, que implantou 361 (424 de acordo com outras fontes) I-16. Durante a fase inicial da campanha, os I-16 foram os principais alvos para as aeronaves alemãs e após 48 horas de combate, dos 1.635 monoplanos Polikarpov em serviço em 21 de junho de 1941, apenas 937 foram deixados. Em 30 de junho o número de I-16 em unidades de linha de frente ocidental caiu para 873, incluindo 99 que exigia reparos. Para conter o ataque aéreo da Luftwaffe diversos I-16 pilotos adotaram a tática "Taran" e sacrificaram suas vidas, se jogando contra os aviões alemães.
Seu principal adversário no céu em 1941 foi o alemão Messerschmitt Bf 109.
O I-16 era  mais manobrável do que as primeiras versões do Bf 109 e poderia lutar contra o Messerschmitt Bf 109E, ou Emil, em igualdade de condições. Os pilotos soviéticos qualificados aproveitou a manobrabilidade horizontal superior do Polikarpov. As aeronaves alemã, no entanto, superou seu oponente russo em teto de serviço, taxa de subida, a aceleração e, fundamentalmente, na velocidade horizontal e mergulho, devido à melhor aerodinâmica e um motor mais potente. As principais versões de I-16 tinha uma velocidade máxima de 450-70 km/h, enquanto o Bf 109E teve uma velocidade máxima de 560-70 km/h (347-53 mph), o mais moderno Bf 109F Friedrich poderia alcançava 615 kmh.
Velocidade superior foi o fator decisivo em um duelo, por isso, os pilotos alemães realizaram a iniciativa e poderia decidir se eles queriam perseguir seus adversários, poderia atacá-los de cima e de trás e, em seguida, ganhar altitude para um novo ataque. Enquanto isso, Polikarpovs só poderia defender uns aos outros, formando um círculo defensivo ou via manobrabilidade horizontal.
Além disso, em termos de armamento, Messerschmitts tinha um  armamento igualmente bom sobre o I-16. O Emil carregava MG FF de 20 mm instalados nas asas e duas metralhadoras de MG17 de 7.92 mm podendo disparam 2,37 kg de munição, enquanto a versão mais comum do I-16(em 1941)- armado com  duas metralhadoras sincronizadas(shkas) e dois canhões montados nas asas do tipo Shvak de 20mm . Finalmente, o armazenamento de munição em um Messerschmitt era tão bom quanto a do I-16, transportando 1.000 balas para cada metralhadora (mais de sessenta rodadas para cada canhão), enquanto que o Polikarpov realizava  1350 rodadas para as duas armas Shkas e 320 rodadas para os dois canhões Shvak.  O I-16 tinha um motor mais durável do que o motor de refrigeração líquida do Bf 109. Cerca de metade de todos os produzidos I-16 ainda estavam em serviço em 1943, quando foram finalmente substituídos.
Especialmente modificados I-16 foram utilizadas nos Zveno aeronaves parasita experiências utilizando o Tupolev TB-3 como nave-mãe. A Luftwaffe era conhecida por ter capturado alguns I-16 e UTI-4 formadores de dois lugares (dois dos quais foram marcados com as Stammkennzeichen códigos DM + HC e DM + HD) e voado do Erprobungstelle Rechlin instalação de ensaio Luftwaffe central, Kampfgeschwader 200. A Luftwaffe não era a única força aérea capaz de testar seus lutadores contra o I-16; os japoneses também capturaram alguns I-16, a Força Aérea Real Romena também tinha um quando um piloto soviético desertou.  A Força Aérea Finlandesa (FAF) capturou alguns I-16 (juntamente com vários outros tipos soviéticos, como Polikarpov I-15, Polikarpov I-153, Tupolev SB e Ilyushin DB-3).
Durante a Guerra de Inverno e a Guerra da Continuação, os finlandeses capturaram seis I-16 e um I-16UTI. Dois dos capturados I-16 e I-16UTIs foram colocados de volta em condição de voo e testados.